# Щербей Василь Михайлович

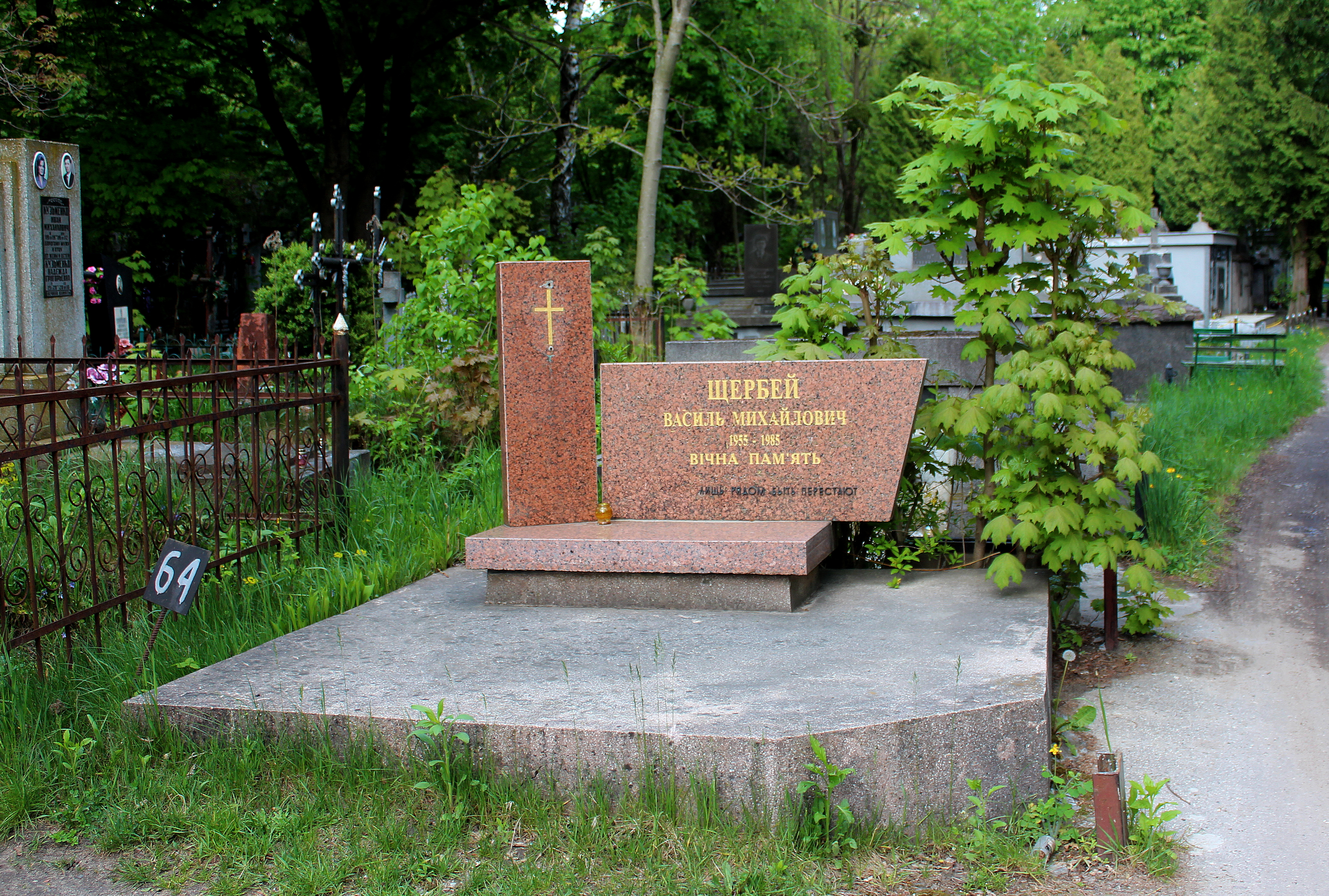

Василь Михайлович Щербей (14 серпня 1955, смт Збини Закарпатська область — 3 серпня 1985) — радянський футболіст, захисник. Майстер спорту СРСР (1979).
Почав свою кар'єру в аматорській футбольній команді «Електрон» (Жденієво). Представляв СРСР у футбольному турнірі країн Варшавського договору. Після закінчення військової служби був запрошений у «Говерлу» (Ужгород), звідки 1978 року переїхав у львівські «Карпати». Коли 1982 року відбулося злиття «Карпат» з клубом СКА перейшов у «Ністру» (Кишинів). Разом з іншими колишніми карпатівцями Григорієм Батичем, Юрієм Дубровним, Ігорем Мосорою та Віктором Копилом допоміг клубу здобути путівку у вищу лігу СРСР. 1984 року він повернувся у «СКА-Карпати», але в кінці сезону покинув клуб. У наступному році грав за луцьке «Торпедо», де виступав до трагічної загибелі 3 серпня 1985 року.
Похований на 64 полі Янівського цвинтаря.